# Carlos Guichandut
Carlos Guichandut (Barracas, Buenos Aires, 4 de noviembre de 1914-ibíd., 27 de septiembre de 1990) fue un barítono y tenor argentino de trascendencia internacional.
Estudió con M. Bontá debutando en el Anfiteatro de la Rural para la temporada de verano del Teatro Colón en la ópera «La novia del hereje» de Pascual de Rogatis. 
Luego de una gira con Gabriela Besanzoni por Brasil, cantó con la compañía de zarzuela de Fidela Campiña, con quien se casaría, en el Teatro Avenida de Buenos Aires.
En 1944, cantó en el Teatro Marconi de Buenos Aires como Rigoletto, Marcelo, Germont, Figaro, Tonio y Silvio, hasta debutar en el Teatro Colón el 25 de mayo de 1945, como Rigoletto dirigido por Hector Panizza, ese mismo año debutó en el Liceo de Barcelona, donde cantó Tonio, Figaro, Renato y Tosca. Se sucedieron debuts en Italia, en La Scala y varias temporadas en el Colón.
En 1950  interpreta a Yago junto a Mario del Mónaco en el papel de Otello en el Teatro Colon de Buenos Aires. Luego se trasladó a Europa donde decide cantar como tenor dramático, destacándose como Siegmund de La Valquiria de Wagner y como Jason en Medea junto a Maria Callas en Florencia 1953. 
Retornó al Colón en 1955 como Otello con Giuseppe Taddei como Jago, cantando además Andrea Chenier y Turiddu de Cavalleria Rusticana. Su mayor momento de esplendor lo viviría durante la década del 50, con el derrocamiento del peronismo, a pesar de no simpatizar con el gobierno constitucional derrocado pasaría a engrosar las Listas negras de la Revolución Libertadora, debió dejar su carrera en Argentina a fines de 1955 debido a las dificultades para trabajar a consecuencia de la persecución política, marchando a un largo exilio de más de diez años. En diciembre de 1955 fue vetado de toda actuación en Argentina por orden expresa de Sara Lucía Herrera, esposa del dictador Pedro Eugenio Aramburu debido a que  Guichandut declinó una invitación a cenar con ella, durante la gala de fin de año durante la interpretación de El barbero de Sevilla, tras un breve ínterin fue amenazado por dos guardaespaldas del presidente Pedro Eugenio Aramburu, no pudiendo retomar su función. Tras el incidente el gobierno anunció la suspensión de todas sus representaciones artísticas de  Guichandut en el país aduciendo razones técnicas y al día siguiente el diario La Nación anunció que habían dejado de pertenecer al elenco del Colón. A partir de allí no recibió más contratos para trabajar en el país.
En 1956 en Milán cantó el Don Jose de Carmen y al año siguiente en la Opera de París como Otello con Régine Crespin, papel del que totalizo más de 100 representaciones incluyendo las dirigidas por Herbert von Karajan en Frankfurt en 1963 y por el que fue aclamado. En Europa cantó junto a figuras como Renata Tebaldi, Virginia Zeani, Birgit Nilsson y Leonie Rysanek.
En 1966 regresó a Buenos Aires para dedicarse a la enseñanza, entre sus alumnos se contó el tenor Luis Lima. Se despidió del escenario del Teatro Colón en 1974.
Con la desaparición de su esposa en 1983, el cantante sufrió una larga depresión muriendo en 1990.
En 1989 le fue otorgado el Premio Konex en reconocimiento a su dilatada carrera.

## Grabaciones
- Verdi: Otello Carlos Guichandut, Cesy Broggini, Giuseppe Taddei, Orchestra Sinfonica e Coro di Torino della RAI, Franco Capuana, Warner Fonit 826353[5]
- Luigi Cherubini: Medea: Maria Callas, Carlos Guichandut,Fedora Barbieri, Gabriella Tucci, Orchestra e Coro del Maggio Musicale Fiorentino, Vittorio Gui, 1953, Florencia